# Roswell Rudd
Pour les articles homonymes, voir Rudd.
Roswell Hopkins Rudd, Jr., né à Sharon (Connecticut) le 17 novembre 1935, et mort le 21 décembre 2017 à Kerhonskon (New York), est un tromboniste et un compositeur américain de jazz.
Bien qu’ayant commencé par du jazz  classique (dont du dixieland), il est surtout connu pour être un des musiciens majeurs du  free jazz et de l’avant-garde jazz. Il a joué notamment avec Steve Lacy ou encore Archie Shepp.

## Biographie
Roswell Rudd est diplômé de l’université Yale. Il y a joué  avec un groupe dixieland, le Eli's Chosen Six, au milieu des années 50. Le sextet a joué du jazz traditionnel, du ragtime, du piano stride, au goût du jour, et enregistré deux albums, dont un pour Columbia.
Roswell Rudd enseigne ensuite l'ethnomusicologie au Bard College et à l'Université du Maine. Durant une trentaine d'années, Roswell Rudd collabore notamment avec Alan Lomax. Il participe à la mise en place d'une plateforme multimédia, appelée The Global Judebox, sur la musique et la chanson dans différentes cultures.
À partir des années 1960, Roswell Rudd participe au mouvement musical appelé free jazz. Les enregistrements majeurs incluent le travail avec le New York Art Quartet, l'enregistrement d'une partie de la bande sonore du film  de 1964 de Michael Snow, New York Eye and Ear Control, la participation à l'enregistrement du disque  Liberation Music Orchestra en 1968 avec Charlie Haden, Michael Mantler et Carla Bley, ainsi que les collaborations avec Cecil Taylor, Don Cherry, Pharoah Sanders, Larry Coryell et Gato Barbieri. Mais aussi, bien entendu, ses enregistrements avec Archie Shepp ou Steve Lacy.
Dans les années 2000, Roswell Rudd se passionne pour la culture et la musique africaine, et particulièrement du Mali. Il enregistre avec des musiciens de ce pays. Son CD de 2001  Malicool, est une collaboration interculturelle avec le joueur de kora Toumani Diabaté et d'autres musiciens maliens. Roswell Rudd introduit le trombone dans des enregistrements de musique traditionnelle malienne. En 2004, il se produit, avec sa formation Trombone Shout Band à effectuer lors de la 4e Festival au Désert, à Essakane, à deux heures de piste de la ville de Tombouctou, au Mali.
En 2005, il s'intéresse à une musique d'une contrée encore plus lointaine, en enregistrant un CD, intitulé Blue Mongol, avec le groupe Mongolian Buryat, un groupe de musique traditionnelle de Mongolie et de Bouriatie. Il enregistre également avec des musiciens latinos de New York.
En parallèle, il effectue des master classes et anime des ateliers musicaux aux États-Unis et partout dans le monde. Il codirige un ensemble avec Archie Shepp, ainsi que des tournées avec Malicool, et avec le groupe Mongolian Buryat.

## Influences
Sa proximité et son amitié pour les saxophonistes Archie Shepp et Steve Lacy ont joué un rôle important dans l'évolution musicale de Roswell Rudd, ainsi que ses nombreux enregistrements de la musique de Thelonious Monk avec ce même Steve Lacy,.
Deux compositeurs et pianistes l'ont marqué, en effet, avant d'aborder le free jazz: Thelonious Monk, déjà cité, et qu'il a longuement joué ensuite en compagnie de Steve Lacy, et Herbie Nichols. « Herbie était poète autant qu'il était musicien », a-t-il déclaré, « Lorsque j'ai eu affaire à lui, j'ai réalisé que tout ce que j'avais pu apprendre auparavant ne pesait pas lourd à côté de ce qu'il était à même de m'apporter. Mais, à part le fait qu'il ait réalisé l'importance de Monk au point de le défendre en toute circonstance, il n'existait aucune corrélation entre les musiques de ces deux-là. ».
Et dans la façon de jouer du trombone, Roswell Rudd n'a oublié ni les sessions endiablées des étudiants du Eli's Chosen Six, à l'université Yale, ni les trombonistes qui ont précédé le free jazz et le be-bop, notamment Kid Ory et Jack Teagarden.

## Récompenses et distinctions honorifiques
- En 2000, Roswell Rudd se voit attribuer la Bourse Guggenheim en composition musicale[14].
- En 2003, 2004, 2005, 2009 et 2010, il est élu tromboniste de l'année par The Jazz Journalists Association[15],(en) [16],[17],[18],[19].
- Son album de 1999, Monk's Dream, est nommé pour les Grammy Awards pour la meilleure performance vocale et pour le meilleur album instrumental de jazz.
- En 2010, le magazine américain consacré au jazz, Down Beat, le sacre « Tromboniste No. 1 »[20]

## Discographie

### Comme leader
- 2008: El Encuentro (Mojito Records)
- 2007: Keep Your Heart Right (Sunnyside)
- 2006: El Espiritu Jibaro (Sunnyside)
- 2005: Blue Mongol (Sunnyside)
- 2002: Malicool (Universal/Sunnyside)
- 2001: Roswell Rudd and Archie Shepp Live in New York (Universal South Records)
- 2001: The Charlie Kohlhase Quintet joue la musique de Roswell Rudd: Eventuality (NADA)
- 2000: Broad Strokes (Knitting Media)
- 1999: Monk's Dream Steve Lacy/Roswell Rudd (Universal/Verve Records)
- 1999: New York Art Quartet: 35 Reunion (DIW Records)
- 1996: The Unheard Herbie Nichols-VOL 1 & 2 avec John Bacon, Jr et Greg Miller (CIMP)
- 1982: Regeneration avec Steve Lacy, Misha Mengelberg, Kent Carter, Han Bennink (Soul Note)
- 1979: Blown Bone avec Steve Lacy et Sheila Jordan (Philips, réédité en 2006 par Emanem Records)
- 1978: The Definitive Roswell Rudd (Horo Records)
- 1976: Inside Job avec Enrico Rava, Dave Burrell, Stafford James, Harold White (Arista/ Freedom)
- 1974: Flexible Flyer (Freedom Records)
- 1973: Numatik Swing Band
- 1965: Roswell Rudd (America)
- 1966: Everywhere

### Comme accompagnateur
- 2008 - Concertos – Michael Mantler (ECM Records)
- 2006 - Dry Bones - avec Sonic Youth, The Harry Smith Project CD 1 (Shout! Factory)
- 2003 - Dime Grind Palace avec le groupe Sex Mob (Ropeadope Records)
- 2002 - Seize the Time – Nexus Orchestra (Splasch Records)
- 1997 - Newsense avec Elton Dean (Slam Records)
- 1996 - Bladik, Keith Tippett et al. (Cuneiform)
- 1996 - Terrible, NRBQ & Terry Adams (New World)
- 1996 - Rumors of an Incident avec  Elton Dean (Slam Records)
- 1995 - Wozzek's Death avec Allen Lowe (Enja)
- 1995 - Wild Weekend, NRBQ & Terry Adams					Virgin
- 1994 - Dark Was the Night avec Allen Lowe
- 1992 - Darn it avec Paul Haines	  			          AMERICAN CLAVE
- 1984 - That's the Way I Feel Now, produit par Hal Wilner - Compositions de Thelonious Monk
- 1981 - Interpretations of Monk avec Barry Harris, Steve Lacy, Don Cherry, Charlie Rouse, Mal Waldron, Muhal Richard Abrams, Ed Blackwell, Ben Riley, Richard Davis, Anthony Davis
- 1979 - Divine Song - avec Sangeeta Michael Berardi, Rashied Ali, Eddie Gomez, Archie Shepp
- 1979 - Sharing - Giorgio Gaslini       	         Discgidella Quercia
- 1979 - Musique Mécanique avec  Carla Bley   					Watt
- 1978 - Enrico Rava Quartet, Enrico Rava, J.F. Jenny-Clarke & Aldo Romano     			ECM
- 1977 - European Tour 1977 avec  Carla Bley   					Watt
- 1976 - Dinner Music avec Carla Bley   					Watt
- 1976 - Maine							BVHAAST
- 1975 - Trickles, Steve Lacy, Beaver Harris, Kent Carter       				         Soul Note
- 1974 - Village on the Left, Marcello Melis & Don Moye     			Soul Note
- 1972 - The Third World avec  Gato Barbieri				IMPULSE
- 1972 - Roswell Rudd (New York Art Quartet)			                   AMERICA
- 1971 - Escalator over the Hill de Carla Bley (JCOA)
- 1971 - Liberation Music Orchestra,  Charlie Haden      	Impulse
- 1968 - Jazz Composer's Orchestra
- 1967 - Live At Donaueschingen           	SABA
- 1966 - Mama Too Tight avec Archie Shepp 				Impulse
- 1966 - Until avec Robin Kenyatta (Atlantic)
- 1966 - New York Eye and Ear Control, Don Cherry, Albert Ayler, John Tchicai et Gary Peacock (ESP)
- 1966 - Archie Shepp Live in San Francisco avec Archie Shepp (Impulse)
- 1964 - New York Art Quartet avec John Tchicai, Milford Graves (ESP)
- 1964 - Four for Trane avec  Archie Shepp (Impulse)
- 1963 - School Days, Steve Lacy, Dennis Charles, Henry Grimes (HAT HUT)
- 1962 - Into the Hot, Gil Evans / Cecil Taylor (Impulse)
- 1961 - New York City R&B, Buell Neidlinger, Cecil Taylor (Mosaic Records)
- 1957 - Eli's Chosen 6, Yale University Dixieland Band (Columbia)